# Valencianas de Juncos 2022
Questa voce raccoglie le informazioni riguardanti le Valencianas de Juncos nella stagione 2022.

## Stagione
Le Valencianas de Juncos partecipano al loro diciassettesimo campionato di Liga de Voleibol Superior Femenino: si classificano al quarto posto al termine della regular season, qualificandosi ai play-off scudetto, dove vengono eliminate dalle Criollas de Caguas.

## Organigramma societario
Area direttiva
- Presidente: Samuel Concepción

Area tecnica
- Allenatore: Xiomara Molero

## Rosa
| N° | Nome               | Ruolo | Data di nascita   | Nazionalità sportiva |
| -- | ------------------ | ----- | ----------------- | -------------------- |
| 1  | Natalia Valentín   | P     | 12 settembre 1989 | Porto Rico           |
| 2  | Keishlyann Sánchez | S     | 9 novembre 2001   | Porto Rico           |
| 4  | Girnelis Díaz      | L     | -                 | Porto Rico           |
| 5  | Ivonessa García    | C     | 11 dicembre 1985  | Porto Rico           |
| 6  | Jocelyn Kuilan     | O     | 8 dicembre 1997   | Porto Rico           |
| 7  | Gabriela Alicea    | S     | 18 aprile 1997    | Porto Rico           |
| 8  | Áurea Cruz         | S     | 10 gennaio 1982   | Porto Rico           |
| 9  | Jennifer Quesada   | C     | 22 febbraio 1992  | Porto Rico           |
| 10 | Taylor Sandbothe   | C     | 15 dicembre 1994  | Stati Uniti          |
| 11 | Stephanie Salas    | L     | 17 febbraio 1992  | Porto Rico           |
| 12 | Wilmarie Rivera    | P     | 14 febbraio 1997  | Porto Rico           |
| 13 | Shelly Fanning     | C     | 8 gennaio 1997    | Stati Uniti          |
| 14 | Noami Santos       | S     | 29 novembre 1993  | Porto Rico           |
| 15 | Vanessa Vélez      | S     | 29 agosto 1986    | Porto Rico           |
| 17 | Alba Hernández     | C     | 3 ottobre 1994    | Porto Rico           |
| 17 | Paola Rivera       | C     | 6 marzo 1997      | Porto Rico           |
| 17 | Leah Edmond        | S     | 13 febbraio 1998  | Stati Uniti          |
| 19 | Paulina Prieto     | O     | 25 gennaio 1994   | Porto Rico           |

## Mercato
| Acquisti | Acquisti         | Acquisti             | Acquisti   |
| R.       | Nome             | da                   | Modalità   |
| -------- | ---------------- | -------------------- | ---------- |
| P        | Natalia Valentín | Athletes Unlimited   | definitivo |
| S        | Gabriela Alicea  | Leonas de Ponce      | definitivo |
| S        | Áurea Cruz       | Athletes Unlimited   | definitivo |
| C        | Taylor Sandbothe | Athletes Unlimited   | definitivo |
| P        | Wilmarie Rivera  | Chamalières          | definitivo |
| O        | Paulina Prieto   | -                    | definitivo |
| C        | Paola Rivera     | Criollas de Caguas   | definitivo |
| C        | Jennifer Quesada | Atenienses de Manatí | definitivo |
| S        | Noami Santos     | Changas de Naranjito | definitivo |
| S        | Leah Edmond      | Athletes Unlimited   | definitivo |

| Cessioni | Cessioni          | Cessioni             | Cessioni   |
| R.       | Nome              | a                    | Modalità   |
| -------- | ----------------- | -------------------- | ---------- |
| O        | Oneida González   | -                    | ritirata   |
| S        | Kendra Rosario    | -                    | ritirata   |
| P        | Yeleishka Vázquez | Atenienses de Manatí | definitivo |
| S        | Áurea Cruz        | Athletes Unlimited   | definitivo |
| P        | Wilmarie Rivera   | Chamalières          | definitivo |
| S        | Lindsay Stalzer   | Athletes Unlimited   | definitivo |
| S        | Gabriela Alicea   | -                    | svincolata |
| C        | Shelly Fanning    | Changas de Naranjito | definitivo |
| C        | Alba Hernández    | Criollas de Caguas   | definitivo |
| C        | Paola Rivera      | Changas de Naranjito | definitivo |

## Risultati

### LVSF

#### Regular season
| 20 maggio 2022 Coliseo Mario Morales, Guaynabo          | Criollas de Caguas    | 3 - 1 | Valencianas de Juncos | 20-25, 25-17, 25-16, 25-21        |
| 22 maggio 2022 Coliseo Juan Aubín Cruz Abreu, Manatí    | Atenienses de Manatí  | 3 - 0 | Valencianas de Juncos | 25-22, 25-22, 25-13               |
| 25 maggio 2022 Coliseo Rafael Amalbert, Juncos          | Valencianas de Juncos | 3 - 0 | Atenienses de Manatí  | 25-18, 25-23, 25-17               |
| 27 maggio 2022 Coliseo Rafael Amalbert, Juncos          | Valencianas de Juncos | 3 - 2 | Pinkin de Corozal     | 25-19, 17-25, 25-23, 23-25, 17-15 |
| 29 maggio 2022 Coliseo Rafael Amalbert, Juncos          | Valencianas de Juncos | 3 - 1 | Changas de Naranjito  | 25-20, 21-25, 25-14, 25-19        |
| 4 giugno 2022 Coliseo Gelito Ortega, Naranjito          | Changas de Naranjito  | 3 - 2 | Valencianas de Juncos | 25-14, 25-15, 23-25, 22-25, 15-12 |
| 9 giugno 2022 Coliseo Rafael Amalbert, Juncos           | Valencianas de Juncos | 1 - 3 | Pinkin de Corozal     | 25-21, 23-25, 17-25, 16-25        |
| 11 giugno 2022 Coliseo Carmen Zoraida Figueroa, Corozal | Pinkin de Corozal     | 3 - 0 | Valencianas de Juncos | 25-18, 25-19, 25-18               |
| 16 giugno 2022 Coliseo Rafael Amalbert, Juncos          | Valencianas de Juncos | 2 - 3 | Atenienses de Manatí  | 16-25, 25-21, 25-20, 13-25, 10-15 |
| 25 giugno 2022 Coliseo Rafael Amalbert, Juncos          | Valencianas de Juncos | 0 - 3 | Criollas de Caguas    | 23-25, 27-29, 24-26               |
| 29 giugno 2022 Coliseo Carmen Zoraida Figueroa, Corozal | Pinkin de Corozal     | 0 - 3 | Valencianas de Juncos | 23-25, 16-25, 17-25               |
| 1º luglio 2022 Coliseo Rafael Amalbert, Juncos          | Valencianas de Juncos | 0 - 3 | Changas de Naranjito  | 24-26, 22-25, 20-25               |
| 3 luglio 2022 Coliseo Gelito Ortega, Naranjito          | Changas de Naranjito  | 1 - 3 | Valencianas de Juncos | 22-25, 22-25, 25-23, 22-25        |
| 7 luglio 2022 Coliseo Rafael Amalbert, Juncos           | Valencianas de Juncos | 3 - 1 | Criollas de Caguas    | 25-21, 20-25, 25-15, 25-21        |
| 9 luglio 2022 Coliseo Mario Morales, Guaynabo           | Criollas de Caguas    | 3 - 2 | Valencianas de Juncos | 23-25, 25-23, 23-25, 25-13, 15-9  |
| 10 luglio 2022 Coliseo Juan Aubín Cruz Abreu, Manatí    | Atenienses de Manatí  | 3 - 0 | Valencianas de Juncos | 25-21, 25-21, 26-24               |

#### Play-off
| Semifinali (gara 1) - 13 luglio 2022 Coliseo Marcelo Trujillo Panisse, Humacao | Criollas de Caguas    | 3 - 1 | Valencianas de Juncos | 25-23, 25-27, 25-18, 25-17       |
| Semifinali (gara 2) - 15 luglio 2022 Coliseo Rafael Amalbert, Juncos           | Valencianas de Juncos | 2 - 3 | Criollas de Caguas    | 25-18, 25-18, 24-26, 20-25, 9-15 |
| Semifinali (gara 3) - 16 luglio 2022 Coliseo Marcelo Trujillo Panisse, Humacao | Criollas de Caguas    | 3 - 0 | Valencianas de Juncos | 25-16, 25-15, 25-21              |
| Semifinali (gara 4) - 18 luglio 2022 Coliseo Rafael Amalbert, Juncos           | Valencianas de Juncos | 0 - 3 | Criollas de Caguas    | 16-25, 21-25, 26-28              |

## Statistiche

### Statistiche di squadra
| Competizione | Punti | In casa | In casa | In casa | In trasferta | In trasferta | In trasferta | Totale | Totale | Totale |
| Competizione | Punti | G       | V       | P       | G            | V            | P            | G      | V      | P      |
| ------------ | ----- | ------- | ------- | ------- | ------------ | ------------ | ------------ | ------ | ------ | ------ |
| LVSF         | 20    | 10      | 4       | 6       | 10           | 2            | 8            | 20     | 6      | 14     |
| Totale       | -     | 10      | 4       | 6       | 10           | 2            | 8            | 20     | 6      | 14     |

G = partite giocate; V = partite vinte; P = partite perse